# Bavincourt
Bavincourt ist eine französische Gemeinde mit 419 Einwohnern (Stand 1. Januar 2022) im Département Pas-de-Calais. Sie gehört zum Kanton Avesnes-le-Comte im Arrondissement Arras und zum Kommunalverband Campagnes de l’Artois.

## Lage
Die Gemeinde Bavincourt liegt im Südosten des Artois, 17 Kilometer südwestlich von Arras. Nachbargemeinden von Bavincourt sind Fosseux im Norden, Gouy-en-Artois im Nordosten, Bailleulmont im Südosten, La Herlière im Süden, Saulty im Westen sowie Barly im Nordwesten.

## Bevölkerungsentwicklung
| Jahr                       | 1962 | 1968 | 1975 | 1982 | 1990 | 1999 | 2006 | 2016 | 2022 |
| -------------------------- | ---- | ---- | ---- | ---- | ---- | ---- | ---- | ---- | ---- |
| Einwohner                  | 377  | 403  | 373  | 327  | 353  | 347  | 352  | 382  | 419  |
| Quellen: Cassini und INSEE |      |      |      |      |      |      |      |      |      |

## Sehenswürdigkeiten
- Kirche Saint-Vaast
- Schloss Bavincourt
- Kapelle Notre-Dame-de-Lourdes
- Wasserturm

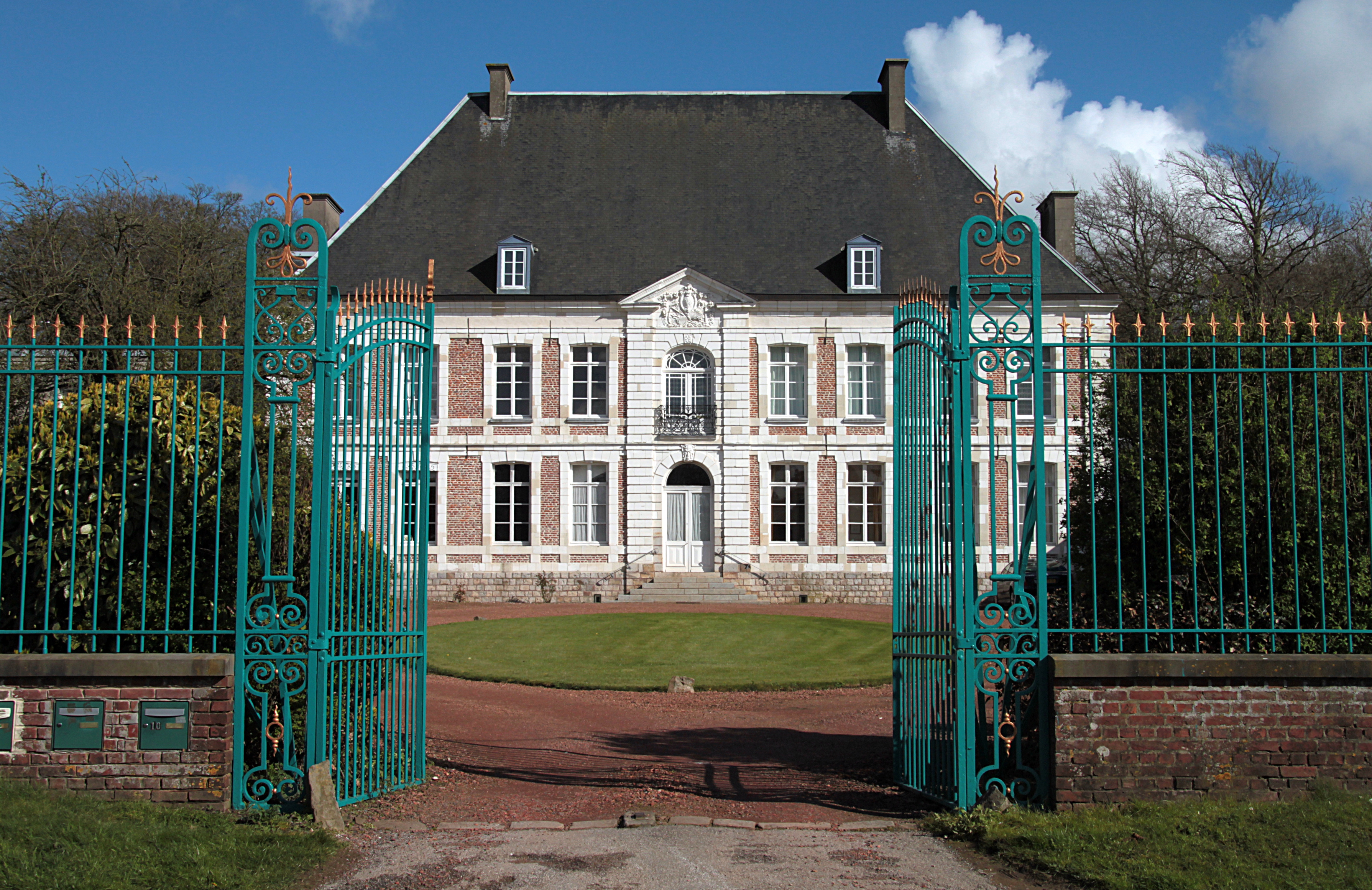
Mairie Bavincourt
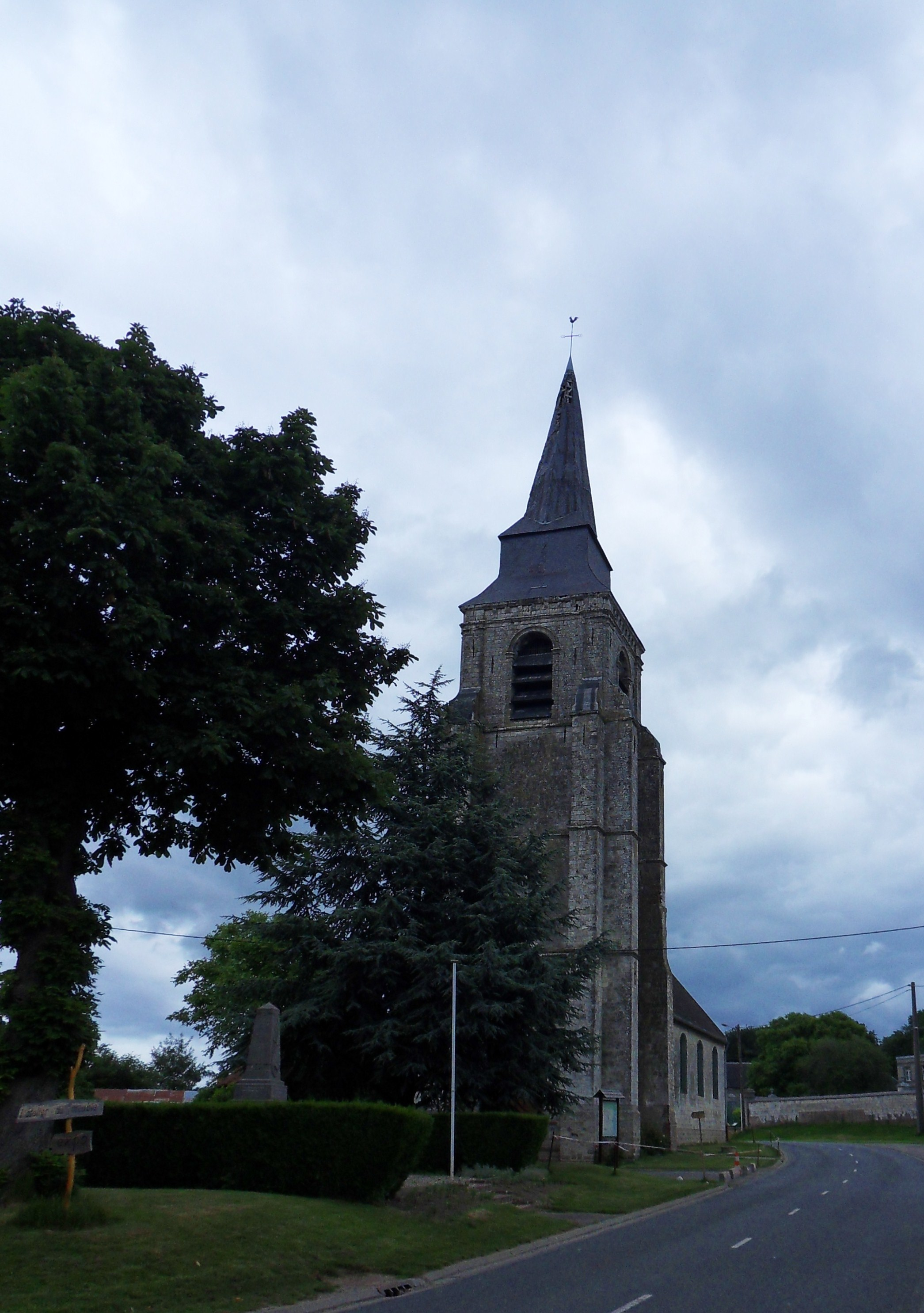
Kirche Saint-Vaast